# Comunità ebraica di Firenze

Le cupole della sinagoga di Firenze e della cattedrale di Santa Maria del Fiore affiancate

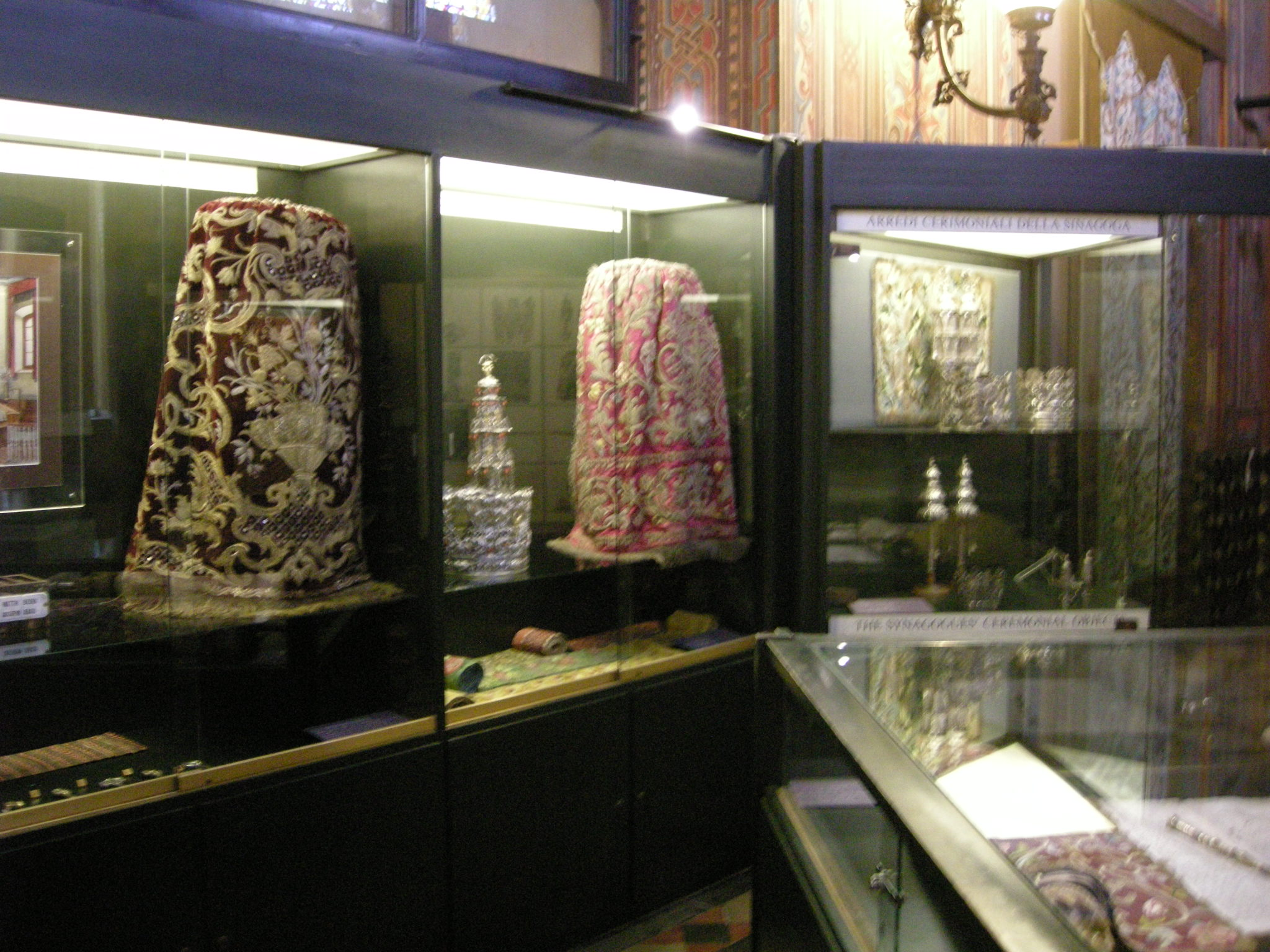
Ketarim (le corone della legge che adornano il rotolo della Torah), Rimmonim (fastigi in forma di melograno usati per decorare le due estremità del rotolo della Torah) e Parokhiot al museo del Tempio Maggiore Israelitico di Firenze

La comunità ebraica di Firenze è una delle più antiche e significative d'Italia. Arriva a circa 800 iscritti includendo le sezioni di Arezzo e Siena, Prato e Pistoia essendo oggi una delle ventuno comunità ebraiche italiane riunite nell'UCEI. La comunità ha sede in via Farini 4.

## Storia

### Origini
Le origini della comunità ebraica fiorentina risalgono con ogni probabilità all'epoca romana. Un piccolo nucleo di ebrei sembra che abitasse nella zona di Oltrarno, appena fuori dalle mura sull'altra sponda della città, laddove la via Cassia si immetteva in città attraverso l'antenato del Ponte Vecchio.
Furono comunque i Medici nel XV secolo a far sì che la comunità potesse accrescersi, in particolare durante il reggimento ispirato da Cosimo il Vecchio il quale diede una prima concessione per banchi di prestito nella Dominante nel 1437,, quando agivano (già dal 1393) nello stato fiorentino prestatori di origine romana come le note famiglie da San Miniato, da Pisa, da Camerino, da Montalcino, da Volterra, da Rieti. Lorenzo de' Medici oltre ad appoggiare il sistema delle "condotte" ebraiche accolse presso la sua corte dotti ebrei come Yohanan Alemanno, Abraham Farissol e Elia Delmedigo. Quest'ultimo è raffigurato nel corteo mediceo che accompagna l'Adorazione dei Magi nel grande affresco di Benozzo Gozzoli che in Palazzo Medici Riccardi celebra le glorie della famiglia Medici.
Gli ebrei continuarono a risiedere nella zona di Oltrarno dove l'attuale via dei Ramaglianti era conosciuta come "via dei Giudei". I resti dell'antica sinagoga erano qui visibili fino alla Seconda Guerra Mondiale, quando la zona venne distrutta. L'antico cimitero della comunità si trovava anch'esso con ogni probabilità nella zona limitrofa, oggi occupata dal Lungarno della Zecca Vecchia.
In seguito alla predicazione ostile al sistema delle condotte ebraiche, vittoriosa nel regime capeggiato da Girolamo Savonarola, si attuarono decreti di espulsione nel 1495; riconcesse dai Medici le condotte nel 1514 furono di nuovo eliminate alla sconfitta di Clemente VII nel 1527. Per qualche tempo, fino al 1514, talune famiglie di ebrei da Firenze si trasferirono nella vicina Empoli. Con il Duca Cosimo I le condotte ebraiche furono ripristinate, fino a che nel 1571 su pressione del Papa Pio V si crearono per gli ebrei italiani i ghetti di Firenze e Siena.

### Sotto il Granducato

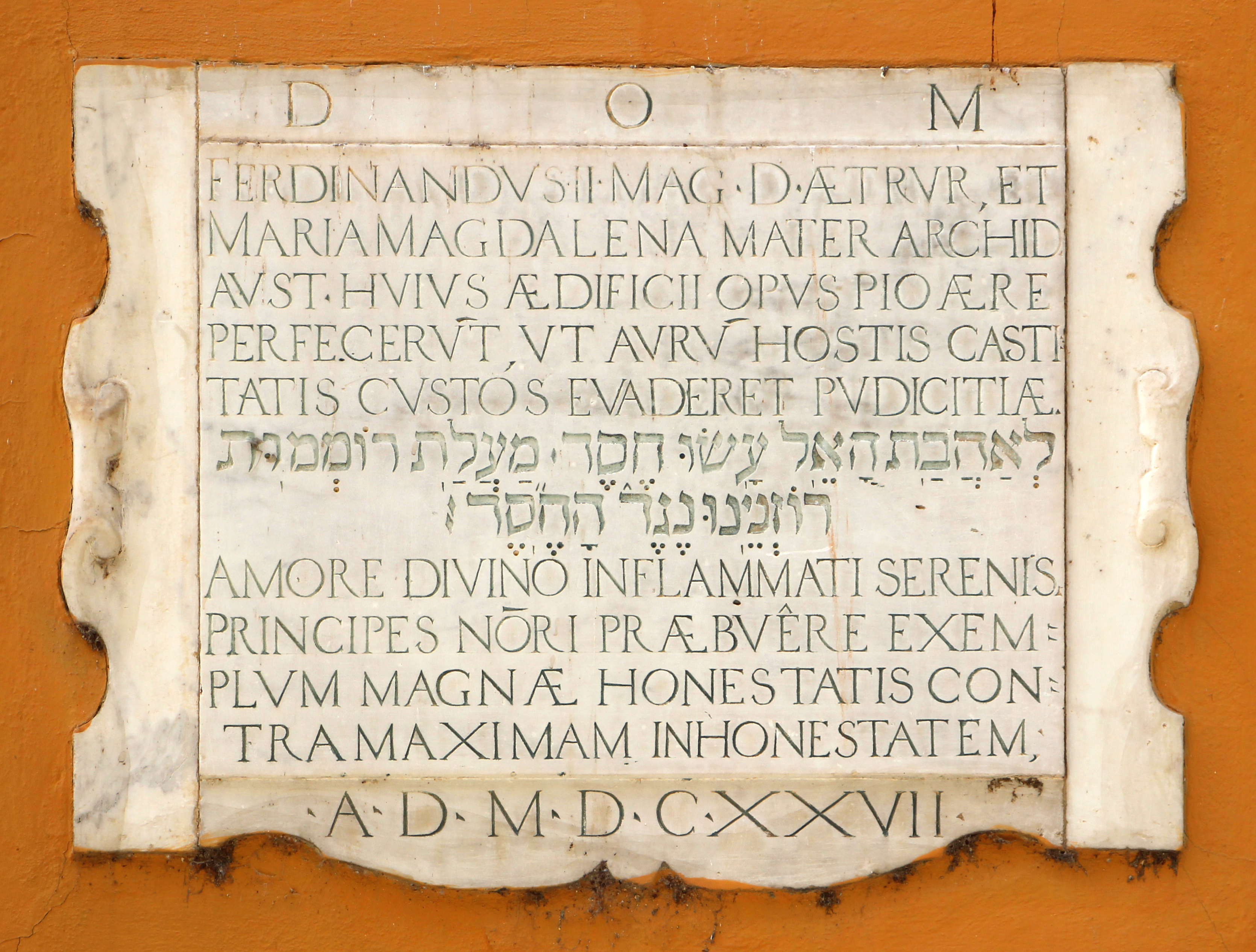
Targa del 1627 in latino ed ebraico che ricorda una pia istituzione di Ferdinando II de' Medici

La situazione si stabilizzò con l'affermarsi del duca Cosimo I, poi granduca. Cosimo accolse numerosi ebrei sefarditi dalla Spagna e dal Portogallo, protetti affinché esercitassero il mestiere del prestito e favorissero gli scambi commerciali mediterranei con il Magreb e con il Levante. Lo stesso Cosimo I impose tuttavia nel 1571 agli ebrei italiani (non iberici) l'obbligo di residenza coatta nel ghetto, disegnato da Bernardo Buontalenti e situato nel centro della città, nell'area compresa tra il Battistero e l'odierna piazza della Repubblica. Qui dovettero confluire anche gli ebrei che risiedevano nei centri minori attorno a Firenze. Solo ad alcune famiglie di prestatori fu concesso il privilegio di continuare ad abitare fuori del ghetto, vicino alla residenza dei Medici di palazzo Pitti, in via dei Giudei. Durante l'epoca della Controriforma e dell'Inquisizione l'ultra-rigorista Cosimo III oppresse i ghetti e tra l'altro promulgò delle leggi che proibivano ai cristiani di lavorare per gli ebrei.

### L'emancipazione

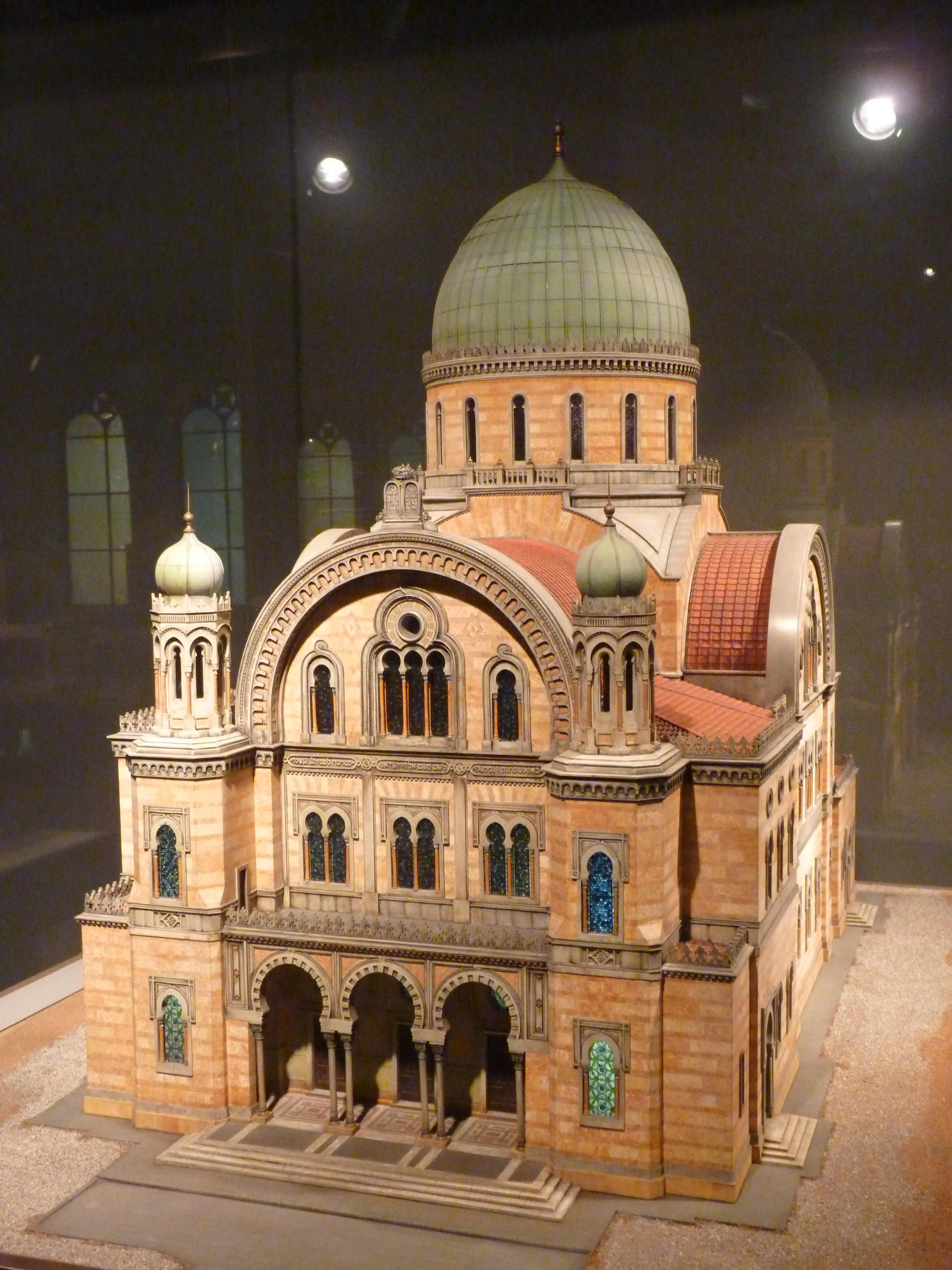
Il modello della sinagoga monumentale esposto presso l'ANU - Museo del popolo ebraico, a Tel Aviv

La vita culturale e sociale degli ebrei a Firenze riprese con maggior vigore quando nel 1738 lo stato passò sotto il dominio illuminato dei Lorena. Nel 1750 agli ebrei fiorentini fu concesso di acquisire la proprietà delle sinagoghe e degli edifici del ghetto e si tralasciarono di applicare gli altri divieti. Seguì alla fine del Settecento, da parte di Pietro Leopoldo, il riconoscimento dei primi diritti civili e di una larga libertà economica anche per gli ebrei italiani di Firenze e Siena tali da determinare di fatto la fine del regime del ghetto. Passato il contraddittorio periodo napoleonico, la Restaurazione (1815) con gli Asburgo-Lorena non fu oppressiva e poi la definitiva abrogazione delle ultime norme limitative da parte di Pietro Leopoldo avvenne infine al 1848. 
Con i plebisciti di unità al Regno d'Italia in costruzione svolti nel 1859 si compì anche la totale emancipazione, concessa da casa Savoia ai suoi sudditi già nel 1848; da allora, e fino alle inique leggi ostili del 1938, la comunità ebraica fiorentina visse il suo periodo di maggior splendore, traendo vantaggio dal ruolo di Firenze di essere una delle capitali culturali e per breve tempo anche effettiva del nuovo Stato.
Il baricentro della comunità si spostò dal centro cittadino all'area di Sant'Ambrogio dove nel 1874, con il concorso di architetti non ebrei, cominciarono i lavori di costruzione del nuovo tempio monumentale, mentre negli stessi anni si edificava la nuova facciata della Basilica di Santa Croce su progetto dell'architetto ebreo Niccolò Matas. Tra il 1881 e il 1898 il vecchio ghetto fu raso al suolo con la creazione della piazza della Repubblica. Materiale lapideo superstite degli edifici abbattuti (incluse iscrizioni in ebraico) fu raccolto dallo storico Guido Carocci e collocato nel lapidario del Museo di San Marco, dove si trova ancora oggi. 
Il nuovo tempio maggiore fu inaugurato nel 1882, caratterizzandosi come uno degli esempi più "in grande" di sinagoga in età di emancipazione in Italia. A testimonianza della presenza ebraica nel centro cittadino rimasero le due piccole Sinagoghe di via delle Oche, anch'esse inaugurate nel 1882 con gli arredi delle ex-sinagoghe del ghetto: una di rito italiano, l'altra di rito levantino in uso alla congregazione Mattir Assurim.

### Il XX secolo
Nel 1899 rav Samuel Hirsch Margulies inaugurò e per 32 anni diresse il Collegio rabbinico, vero centro culturale dell'ebraismo italiano agli inizi del Novecento. A Firenze avevano sede le principali riviste ebraiche: La Rivista israelitica (1904-1915), la Settimana israelitica (1910-1915), Israel (1916, poi trasferita a Roma), la Rassegna mensile d'Israele (1925, poi trasferita a Padova e quindi a Roma). 

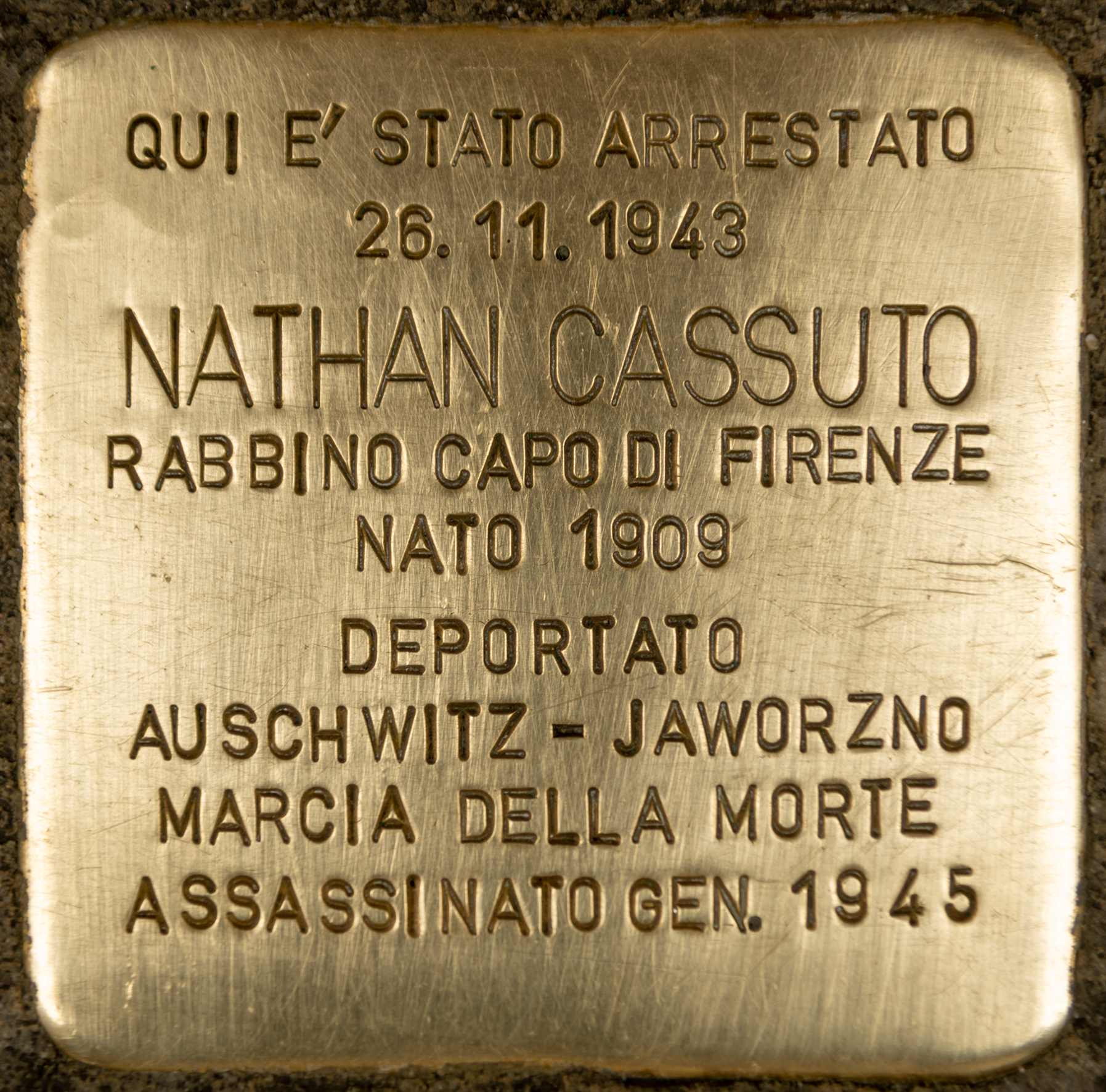
Pietra d'inciampo di Nathan Cassuto, in via de' Pucci a Firenze

Nel 1931 vivevano a Firenze 2730 ebrei. Le leggi razziali prima (1938) e poi con l'occupazione tedesca (1943-1944), le deportazioni nei campi di sterminio, colpirono gravemente la comunità. Nel periodo dell'occupazione tedesca la popolazione di Firenze aiutò con grande generosità gli ebrei a rischio di vita, a cominciare dal pastore valdese Tullio Vinay, dichiarato "Giusto tra le Nazioni" dal governo di Israele, dall'arcivescovo cardinale Elia Dalla Costa e dai presbiteri cattolici Leto Casini, Cipriano Ricotti e Giulio Facibeni. La DELASEM dette anche vita ad un comitato clandestino ebraico-cristiano che nonostante ogni difficoltà riuscì a mantenere un flusso di aiuti costante. Furono molti i conventi e anche i privati cittadini che aprirono le loro porte ad accogliere i perseguitati. Ci furono tuttavia anche gravi episodi di delazione e violenza da parte di milizie della Repubblica Sociale Italiana, cioè repubblichini locali; alla fine 248 ebrei, tra i quali il rabbino Nathan Cassuto, furono deportati nei campi di sterminio tedeschi. La persecuzione si rivolse anche agli edifici con la distruzione della piccola sinagoga di via de' Giudei e le gravi devastazione subite dal tempio.
La vita ebraica riprese nel dopoguerra con 1600 residenti iscritti alla comunità. Nel 1950 Firenze divenne sede di una delle prime associazioni di dialogo ebraico-cristiano in Europa e la prima in Italia; l'Amicizia ebraico-cristiana fu fondata su iniziativa di Arrigo Levasti e Angiolo Orvieto, con il sostegno di Giorgio La Pira. Nel 1980, con la pubblicazione dell'edizione italiana del romanzo di Elie Wiesel, La notte, nacque a Firenze, su iniziativa di Daniel Vogelmann la casa editrice La Giuntina, specializzata in opere riguardanti la vita e la cultura ebraiche. Dal 2000 si pubblica a Firenze anche la rivista Materia Giudaica, organo dell'Associazione italiana per lo Studio del Giudaismo. 
La storia della comunità fiorentina può essere ripercorsa nel museo ebraico allestito nell'edificio della sinagoga. Fondato nel 1981 e ampliato nel 2007 il museo è distribuito su due piani. Al primo piano si raccolgono gli oggetti di decorazione rituale dei rotoli della Torah; i più importanti e preziosi vanno dal tardo Cinquecento all'Ottocento, la maggior parte del Seicento e del Settecento. Il secondo piano è invece maggiormente dedicato agli oggetti cerimoniali di alcune festività e ad altri in uso in diversi momenti della vita ebraica. Conclude il secondo piano la Sala della Memoria, dedicata alla vicende della Shoah.
La comunità conta oggi circa 800 iscritti residenti su tutto il territorio di sua competenza. È una comunità viva con attività educative per ogni età, attività sociali. attività culturali aperte a tutta la città.
La Comunità ha una scuola in cui è presente un nido e una scuola dell'infanzia, aperti a bambini e bambine di ogni provenienza.

## I rabbini della comunità ebraica di Firenze
- Samuel Hirsch Margulies, dal 1890 al 1922
- Umberto Cassuto, dal 1922 al 1925
- Elia Samuele Artom, dal 1926 al 1933
- Kalman Friedman, dal 1937 al 1939
- Nathan Cassuto, 1943 (deportato e deceduto ad Auschwitz)
- Abramo Uzzielli
- Kalman Friedman, Febbraio - Agosto 1949
- Paolo Nissim, dal 1951 al 1952
- Fernando Belgrado, dal 1963 al 1979
- Luciano Caro, dal 1979 al 1988
- Umberto Sciunnach, dal 1988 al 1994
- Joseph Levi, dal 1996 al 2017
- Amedeo Spagnoletto, dal 2017 al 2019
- Gad Piperno, dal 2019